# Dolmens de la Forêt d'Arc-en-Barrois
Les dolmens de la Forêt d'Arc-en-Barrois sont situés sur la commune de Giey-sur-Aujon, dans le département de la Haute-Marne.

## Description
Ces dolmens sont peu mentionnés et furent fouillés à une époque indéterminée. L'édifice le plus important comporte encore une dalle d'environ 1,80 m de longueur sur 1,25 m de hauteur et 0,40 m d'épaisseur. Des ruines de constructions de dimensions modestes visibles à peu de distance pourraient être ceux de coffres mégalithiques.
Cet ensemble mégalithique est à rapprocher des dolmens d'Arc-en-Barrois, situés à moins de 10 km au nord-est.